# Valdemir Ferreira dos Santos
Valdemir Ferreira dos Santos (* 30. Juni 1960 in Itajaí (Gemeinde Nova Canaã), Bahia) ist ein brasilianischer Geistlicher und römisch-katholischer Bischof von Penedo.

## Leben
Valdemir Ferreira dos Santos besuchte von 1970 bis 1973 die Escola Luís Braga sowie später das Colégio Florestal in Nova Canaã (1974–1976) und das Colégio Estadual Doutor Roberto Santos in Poções (1976–1978). Danach wechselte er an das Centro Educacional de Poções. Am 5. März 1979 trat Ferreira dos Santos in das Kleine Seminar des Bistums Vitória da Conquista ein und setzte seine Schulausbildung am Colégio Diocesano de Conquista bis zum Abschluss im Jahr 1980 fort. Von 1981 bis 1982 studierte er Philosophie am regionalen Priesterseminar für den Nordosten von Minas Gerais in Teófilo Otoni und von 1983 bis 1986 Katholische Theologie an der Päpstlichen Theologischen Fakultät Nossa Senhora da Assunção in São Paulo. Valdemir Ferreira dos Santos wurde am 8. März 1987 zum Diakon geweiht. Im selben Jahr erwarb er an der Faculdade de Filosofia, Ciências e Letras das Faculdades Associadas do Ipiranga in São Paulo ein Lizenziat im Fach Philosophie. Am 6. September 1987 empfing er in Ibicuí durch den Bischof von Vitória da Conquista, Celso José Pinto da Silva, das Sakrament der Priesterweihe.
Ferreira dos Santos war zunächst als Moderator der Pfarreiengemeinschaft Iguaí, Nova Canaã und Ibicuí sowie als Pfarradministrator der Pfarrei São Pedro in Ibicuí tätig, bevor er 1990 Pfarrer der Pfarrei Nossa Senhora das Graças in Vitória da Conquista wurde. Von 1991 bis 1997 war er zudem Pfarrvikar der Pfarreien São Miguel in Vitória da Conquista, São João Batista in Anagé und Senhor do Bonfim in Barra do Choça. 1992 erwarb er den Bacharel im Fach Katholische Theologie. Neben seinen Aufgaben in der Pfarrseelsorge wirkte Valdemir Ferreira dos Santos in dieser Zeit als Mitarbeiter der Koordinationsgruppe für die Katechese in der Region Nordeste III der Brasilianischen Bischofskonferenz (1987–1991) sowie als Koordinator für die Katechese im Bistum Vitória da Conquista (1987–1997) und in der Unterregion V (1990–1993). Ferner lehrte er von 1990 bis 1997 Christologie, Ekklesiologie, Bibelwissenschaften und Pastoraltheologie im Curso de Teologia para Leigos des Bistums Vitória da Conquista. Zudem war er von 1991 bis 1994 Professor für Philosophiegeschichte der Antike und Katechese am diözesanen Philosophischen Institut Nossa Senhora das Vitórias sowie von 1992 bis 1994 dessen Vizerektor und von 1995 bis 1996 schließlich dessen Rektor. 1990 wurde Ferreira dos Santos Mitglied des Priesterrats und des Konsultorenkollegiums des Bistums Vitória da Conquista. 1991 vertrat er das Bistum im Conselho Municipal de Ensino Religioso und 1996 wurde er zum Vizepräsidenten und 1997 zum Präsidenten des Conselho Municipal da Criança e do Adolescente gewählt. Darüber hinaus war er von 1993 bis 1995 als Spiritual der Cursillo-Bewegung im Bistum Vitória da Conquista und von 1995 bis 1996 als Administrator des Centro Diocesano de Formação para Leigos tätig.
1997 wurde Valdemir Ferreira dos Santos Regens des propädeutischen Seminars des Erzbistums Vitória da Conquista. Nach weiterführenden Studien erwarb er 2002 an der Päpstlichen Universität Heiliger Thomas von Aquin in Rom ein Lizenziat im Fach Biblische Theologie. Ab 2006 war Ferreira dos Santos Pfarrer der Pfarrei Nossa Senhora das Candeias in Vitória da Conquista. 2007 wurde er zudem Direktor der erzbischöflichen Schule für die Ausbildung der Ständigen Diakone sowie Bischofsvikar für das Vikariat São Lucas und Diözesanökonom. Ferner war Valdemir Ferreira dos Santos erneut Mitglied des Priesterrats und des Konsultorenkollegiums.
Am 17. März 2010 ernannte ihn Papst Benedikt XVI. zum Bischof von Floriano. Der Erzbischof von Vitória da Conquista, Luís Gonzaga Silva Pepeu OFMCap, spendete ihm am 30. Mai desselben Jahres auf dem Sportplatz des Ginásio de Esportes in Vitória da Conquista die Bischofsweihe; Mitkonsekratoren waren Geraldo Lyrio Rocha, Erzbischof von Mariana, und Celso José Pinto da Silva, emeritierter Erzbischof von Teresina. Sein Wahlspruch Pasce oves meas („Weide meine Schafe“) stammt aus Joh 21,17 . Die Amtseinführung erfolgte am 3. Juli 2010.
Papst Franziskus bestellte ihn am 4. Mai 2016 zum Bischof von Amargosa. Die Amtseinführung fand am 3. Juli desselben Jahres statt. Am 18. August 2021 ernannte ihn Papst Franziskus zum Bischof von Penedo. Die Amtseinführung erfolgte am 15. Oktober desselben Jahres.